# Acalypha longipetiolata
Acalypha longipetiolata är en törelväxtart som beskrevs av Cardiel. Acalypha longipetiolata ingår i släktet akalyfor, och familjen törelväxter. Inga underarter finns listade i Catalogue of Life.